# Grčki dijakritički znakovi
Grčki dijakritički znakovi obuhvaćaju sve dijakritičke znakove koji se mogu dodati na slova u grčkom alfabetu. Bitno je razlikovati dvije vrste alfabeta: antički, politonski sustav kojim su se označavala tri različita naglaska starogrčkoga uz glas /h/ na početku riječi. Monotonski sustav u upotrebi je u novogrčkome, a, kao što mu i samo ime kaže, ima oznaku za samo jedan ton jer moderni grčki ima sustav naglašavanja sličan engleskom, a starogrčki je imao sustav naglasaka sličniji hrvatskome.

## Politonski pravopis

### Povijest
Grčki se u vrijeme antike pisao samo velikim slovima bez oznaka za naglaske, a ponekad i bez razmaka među riječima. Do četvrtog stoljeća prije Krista jonski se alfabet proširio grčkim svijetom. Jonski je također imao samo velika slova, a nije još imao oznaka koje su došle tek kasnije. Smatra se da je Aristofan iz Bizanta prvi uveo oznake za naglasak tek dvjesto godina prije Krista. Uveo je ove oznake u vrijeme kada se naglasak sve manje razlikovao u govorima (a bio je potreban u čitanju starih tekstova) širenjem koine. Spiritus asper i spiritus lenis razvili su učenjaci od hete, starijeg oblika slova eta koja je nekoć označavala glas /h/. Grci su mala slova alfabeta počeli rabiti u srednjemu vijeku, u razdoblju od 8. do 10. st. poslije Krista. Bizantski su filolozi u 12. st. dodali oznaku iota subscriptum.

### Dijakritički znakovi
Ovdje je pregled najvažnijih dijakritičkih znakova.

#### Spiritus
Na početku riječi koja počinje samoglasnikom (u pismu) pojavljuju se dva znaka: spiritus asper ili oštri hak (◌̔), koji pokazuje da se prije samoglasnika zapravo nalazi glas /h/, i spiritus lenis ili tihi hak (◌̓), on pokazuje da prije samoglasnika nema drugih glasova.
- asper: ἑ /he/
- lenis: ἐ /e/

Spiritus asper također se uvijek mora upotrijebiti na slovu ro: ῥίζα, rhíza, 'korijen'. Razlog je to što se /r/ na početku riječi izgovaralo kao /r̥/, to jest bezvučno (vidjeti fonologiju starogrčkoga).
Spiritusi uvijek dolaze na prvi samoglasnik riječi, bio on mali ili veliki: ἅγιος, hágios, 'svet'; Ἄδμητος, admētos, Admet. Ako se na početku riječi nalazi dvoglas, onda spiritusi dolaze na drugi samoglasnik: εἰκάς, eikás, 'dvadeseti dan mjeseca'.

##### Koronis
Koronis je oznaka jednaka spiritusu lenisu, a postavlja se na samoglasnik koji je nastao kontrakcijom, za razliku od spiritusa lenisa, može se pojaviti u sredini riječi: κἀγώ, kontrakcija καὶ ἐγώ 'i ja'.

#### Naglasci
Postoje tri oznake za naglasak u grčkome: akut (◌́), cirkumfleks (◌̃) i gravis (◌̀). Oni se pojavljuju i izmjenjuju ovisno o paradigmama riječi. Cirkumfleks se pojavljuje isključivo na dugim samoglasnicima na posljednja dva sloga riječi, a akut je puno slobodniji jer se može pojaviti na sva tri posljednja sloga na bilo kojem samoglasniku. Gravis je pozicijska inačica akuta koja se pojavljuje na kraju riječi kada iza nj dolazi druga riječ. Cirkumfleks se inače stavlja poviše samoglasnika, ali kod velikih slova dolazi s lijeve strane, Kao što je već rečeno, naglasci se izmjenjuju u fleksiji riječi:
| 'dječak' | Jednina               | Dvojina                   | Množina                     |
| -------- | --------------------- | ------------------------- | --------------------------- |
| N        | ὁ παῖς ho paîs        | τὼ παῖδε tṑ paîde         | οἱ παῖδες hoi paîdes        |
| G        | τοῦ παιδός toû paidós | τοῖν παίδοιν toîn paídoin | τῶν παίδων tôn paídōn       |
| D        | τῷ παιδί tôi paidí    | τοῖν παίδοιν toîn paídoin | τοῖς παισί(ν) toîs paisí(n) |
| A        | τὸν παῖδα tòn paîda   | τὼ παῖδε tṑ paîde         | τοὺς παῖδας toùs paîdas     |
| V        | παῖ paî               | παῖδε paîde               | παῖδες paîdes               |

#### Iota subscriptum
Iota subscriptum jest malena jota postavljena pod duge samoglasnike kako bi ukazala na stare dvoglase koji se više nisu izgovarali: ᾳ, ῃ i ῳ. Primjerice: ῥᾴδιος, rháidios, 'jednostavno shvatljivo'; ᾖσαν, êisan, 'bijahu'; ᾠδή, ōidḗ, 'oda, pjesma'. Kada se pojavljuje uz veliko slovo, obično se piše kao iota adscriptum, to jest ponešto manja obična jota uz veliko slovo. Često se od obične jote u običnu dvoglasu razlikuje po tome što ne prima dijakritičkih znakova.
- iota adscriptum napisana velikim slovom
- iota adscriptum napisana malim slovom uz ostala velika
- iota adscriptum uz mala slova
- uobičajena moderna upotreba: iota adscriptum samo uz veliko slovo

#### Dijereza
Dijereza ili trema (◌̈) upotrebljava se da označi da dva samoglasnika koji stoje jedan uz drugi ne tvore dvoglas: Ἀτρεϊδῶν, atreïdôn, 'Atrejevićā'.

#### Duljina samoglasnika
U moderna se vremena na samoglasnike α, ι i υ stavljaju dvije oznake kako bi se vidjelo jesu li dugi ili kratki: ᾱ (duga alfa, /a:/) i ᾰ (kratka alfa, /a/).

#### Višestruke oznake
Oznake duljine uvijek dolaze prve, a potom naglasak, hak i trema, iota subscriptum jedina se nalazi s donje strane glasa. Naglasak i hak na istome slovu obilježavaju se tako da se hak stavi prvi, a potom akut desno od njega, a cirkumfleks iznad njega:Ὦτος. Akut dolazi iznad sredine prazna prostora između točkica treme, a cirkumfleks poviše nje. Hak i trema ne mogu doći na isti samoglasnik.
|             | Ništa | Spiritus asper | Spiritus lenis | Trema |
| ----------- | ----- | -------------- | -------------- | ----- |
| Akut        | ί     | ἵ              | ἴ              | ΐ     |
| Cirkumfleks | ῖ     | ἷ              | ἶ              | ῗ     |

## Monotonski pravopis

### Povijest
Grčki je u 20. stoljeću već odavno izgubio većinu razlika koje su dijakritički znakovi politonskog alfabeta čuvali. Iako je monotonski sustav polako nastajao u drugoj polovici 20. stoljeća, službenim je postao 1982. godine.

### Oznake
Monotonski pravopis, kao što samo ime kaže, rabi samo jednu oznaku za naglasak, a uz nju upotrebljava i tremu te, u nestandardnim zapisima, kvačicu. U grčkome je danas upotreba naglaska i treme jako usko povezana.

#### Dijereza
Dijereza ili trema u novogrčkome označava dvije stvari: dva samoglasnika koji se nalaze jedan pokraj drugoga i dvoglase. Razlika između njih ne radi se u pisanju. Upotreba treme za označavanje dvoglasa rezultat je činjenice da su se antički dvoglasi monoftongizirali u novogrčkome, to jest antički παῖς /pâi̯s/ danas je παιδί /peˈði/, a i dalje se pišu kao odvojeni samoglasnici. Novi dvoglasi (koji su jako rijetki, puno je češće slučaj da trema označava dva samoglasnika jedan uz drugoga) stoga se označavaju tremom. Primjer: θεϊκός, theïkós, 'božanski'.

#### Naglasak
Naglasak se u modernome grčkom stavlja na posljednja tri sloga riječi. Može se staviti na obične samoglasnike, dvoslove i dvoglase.
Kod običnih samoglasnika, naglasak se jednostavno stavi na samoglasnik: α, ε, η, ι, ο, υ, ω > ά, έ, ή, ί, ό, ύ, ώ. Naglasak se stavlja i na velika slova kada počinju rečenicu ili ime (Ά, Έ, Ή, Ί, Ό, Ύ, Ώ). Ipak, ako je čitava riječ napisana velikim slovima, ne stavlja se naglasak.
U novogrčkome, kao što je već spomenuto, dva samoglasnika jedan uz drugi čitaju se kao jedan. Ako je taj dvoslov naglašen, naglasak se stavlja na drugi samoglasnik: φαίνεται, faínetai, 'čini se'. Ovo je  kontraintuitivno kada dvoslov označava skup samoglasnika i glasa /v/ ili /f/, primjerice: εύχομαι, eúhomai, /ˈef.xo.me/, 'želim'.
Suprotno ovomu, kada je naglasak označen na prvome dijelu dvoslova, onda se oba samoglasnika izgovaraju odvojeno: άυλος /'a.i.los/ i φαύλος /'fav.los/. Ovdje dolazi trema: ako je naglašen drugi od dva samoglasnika, naglasak se ne može staviti na njega jer bi se onda skup izgovarao kao u riječi φαύλος. Ako je drugi samoglasnik naglašen, na njega se stavlja trema: σεΐχης, seḯhis, /se.'i.xis/. Dvoglasi su naglašeni na sličan način kao i dva samoglasnika jedan uz drugi jer se razlika između njih ne radi u pisanju: γάιδαρος, gáidaros, /'ɣai̯.ða.ros/, 'magarac'. Pravila su, dakle, ako je dvoglas ili skup samoglasnika naglašen, prvi dio dobiva naglasak, a drugi ne dobiva tremu. Ako dvoglas ili skup samoglasnika nije naglašen, trema je nužna samo ako dvoglas izgleda poput nekog dvoslova.

#### Kvačica
U nekim nestandardnim pravopisima grčkih narječja, poput onih ciparskog i grika, kvačica (◌̌) se rabi kako bi se pokazala palataliziranost suglasnika. S obzirom na to da mnogi fontovi ne podržavaju ovo, jota se može staviti umjesto njih.
Primjeri: ζ̌ /ʒ/, κ̌ /c/ or /t͡ʃ/, λ̌ /ʎ/, ν̌ /ɲ/, ξ̌ /kʃ/, π̌ /pʲ/, σ̌ ς̌ /ʃ/, τ̌ /c/, τζ̌ /t͡ʃ/ ili /d͡ʒ/, τσ̌ τς̌ /t͡ʃ/ or /t͡ʃː/, ψ̌ /pʃ/.

#### Zarez
Iako nije riječ o dijakritičkom znaku, zarez može također razlikovati dvije ili više riječi: ό,τι ('što god') i ότι ('da' (veznik)).